# Imbituba Atlético Clube
Imbituba Atlético Clube  (cujo acrônimo é IAC) é um clube da cidade de Imbituba, no estado brasileiro de Santa Catarina.

## História
Fundado em 10 de setembro de 1924 como um clube social, a partir de 1953 montou um time para disputar campeonatos profissionais, originalmente com as cores da camisa em vermelho, azul e branco, O imbituba jogou algumas edições do Campeonato Catarinense na década de 50, e 60 Após isso a equipe se licenciou do futebol profissional e so voltaria a disputar no final da década de 80, atuando na segunda divisão da Federação Catarinense de Futebol., Após isso teve uma pequena participação no campeonato catarinense de 1995, após isso a equipe jogou mais duas edições da Segunda divisão catarinense no finalzinho da década de 90 quando paralisou suas atividades profissionais.
Atualmente, disputa campeonatos amadores de futebol e outras modalidades esportivas, mantendo sua característica de clube social.

## Títulos

### Estaduais
- Campeão do primeiro turno da Segunda divisão catarinense : 1998 (Titulo ganho sobre o Fraiburgo.)[4]

- Campeonato da Zona Sul Catarinense : 1934 (Titulo ganho sobre o Hercílio Luz.)

### Campanhas e destaques
- vice-campeão do torneio inicio de Florianópolis : 1955 (Final perdida para o Avaí.)

### Categorias de base
- Campeonato Catarinense de Futebol - Série B Sub-20 : 1990 (Titulo ganho sobre o Juventus.)

## Estatísticas

### Participações
| Competição          | Competição             | Temporadas         | Melhor campanha     | Estreia | Última | P | R |
|                     | Campeonato Catarinense | 5                  | 18º colocado (1995) | 1959    | 1995   | - | 1 |
| Série B             | 4                      | 4º colocado (1998) | 1989                | 1998    | -      | - |   |
| Copa Santa Catarina | 1                      | 7º colocado (1995) | 1995                | 1995    | -      | - |   |